# Filet japonais

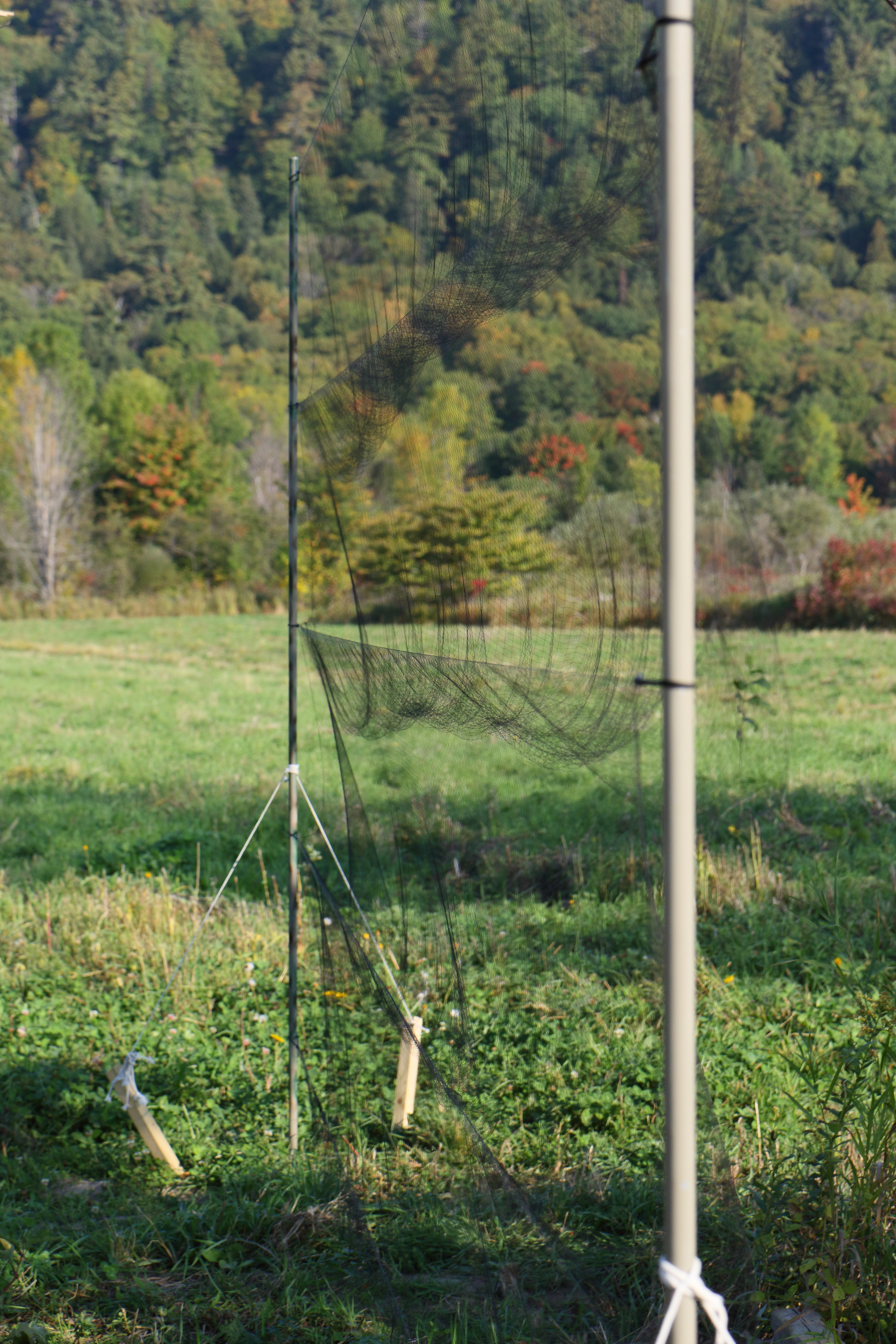
Vue latérale d'un filet bien tendu

Le filet japonais est un système efficace pour attraper les animaux volants, principalement les oiseaux et les chauves-souris,,. Nommé « kasumi-ami » par les Japonais qui l’utilisent depuis trois siècles, son origine remonte peut-être à la Chine. Le filet japonais a été introduit en Amérique du Nord en 1947. 
Traditionnellement fabriqués avec de la soie ou du coton, les filets japonais sont maintenant faits en nylon, plus résistant. Les filets les plus couramment utilisés mesurent 6 m ou 12 m de long par environ 2 m de haut. Les dimensions des filets peuvent être adaptées selon les besoins. Une fois installés à l’aide d’une perche à chaque extrémité, ils ressemblent à un filet de volley-ball. Le filet bien installé est tendu horizontalement, mais il est lâche verticalement. Il est traversé par six filins équidistants dans le sens de la longueur. Les filins remontent légèrement le filet formant de longues poches sur toute sa longueur. Les mailles noires du filet sont difficiles à voir. Les oiseaux qui foncent dans le filet, d’un côté ou de l’autre, tombent dans la poche formée par le filin du dessous et s’y emmêlent en se débattant.
La dimension des mailles des filets varie en fonction de la taille des oiseaux à attraper. Le filet japonais peut être utilisé pour capturer tant des passereaux que des rapaces ou des ardéidés. Souvent installé près du sol, il peut être positionné à hauteur de la canopée à l’aide de dispositifs appropriés.
La grande popularité du filet japonais par rapport aux autres méthodes de capture des oiseaux s'explique principalement par sa polyvalence : on peut l’utiliser pour presque toutes les espèces. Il est léger, facile à transporter, relativement facile à installer et adaptable selon les habitats où on veut l’employer.

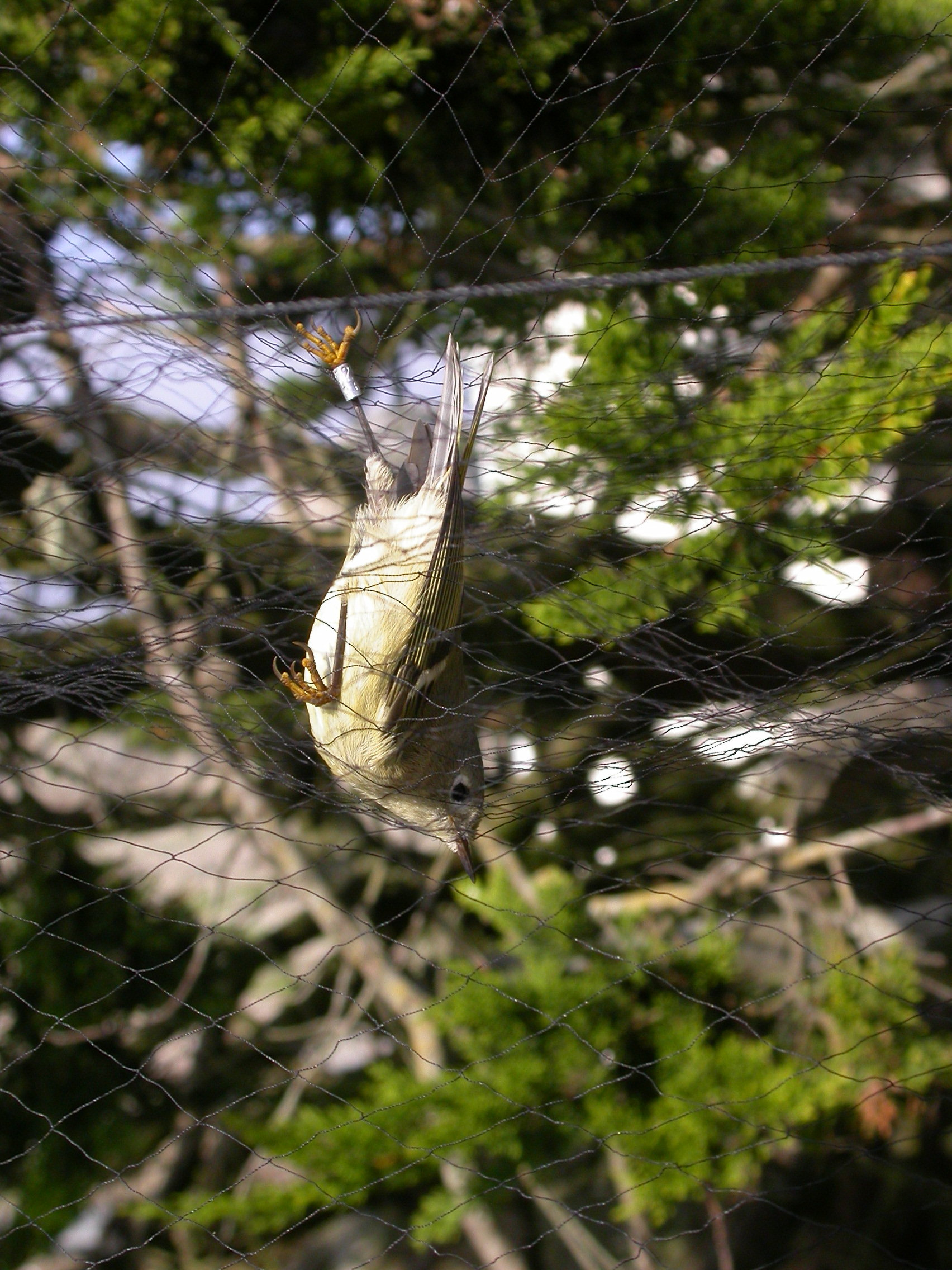
Roitelet à couronne rubis dans un filet
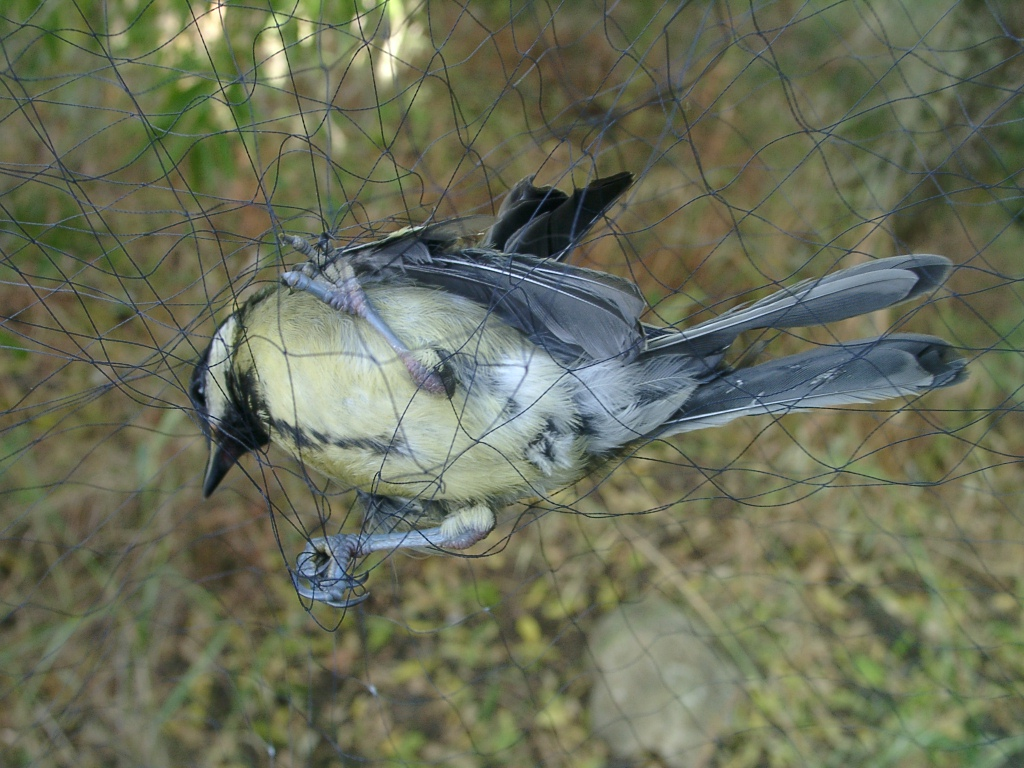
Mésange charbonnière dans un filet
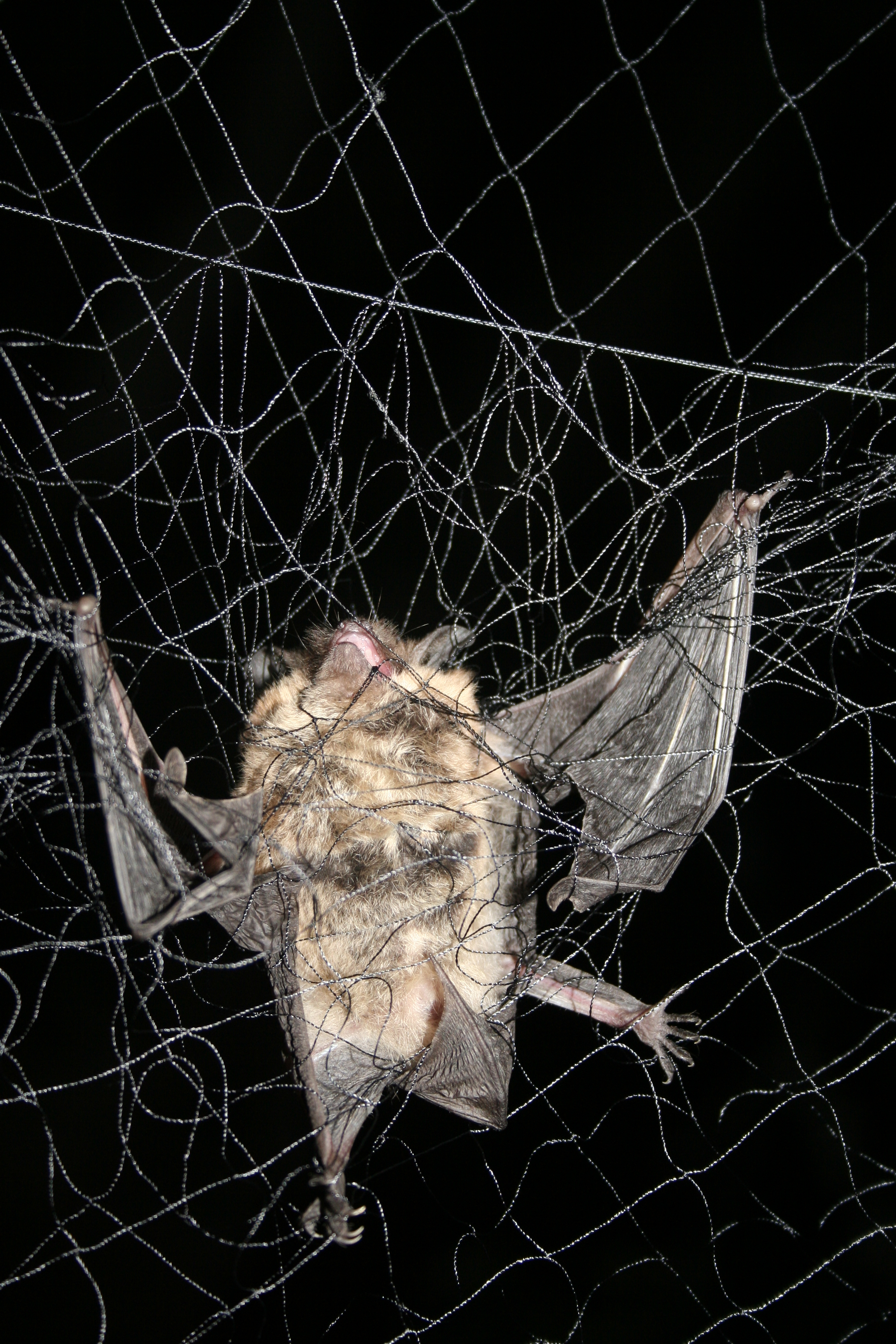
Petite chauve-souris brune dans un filet
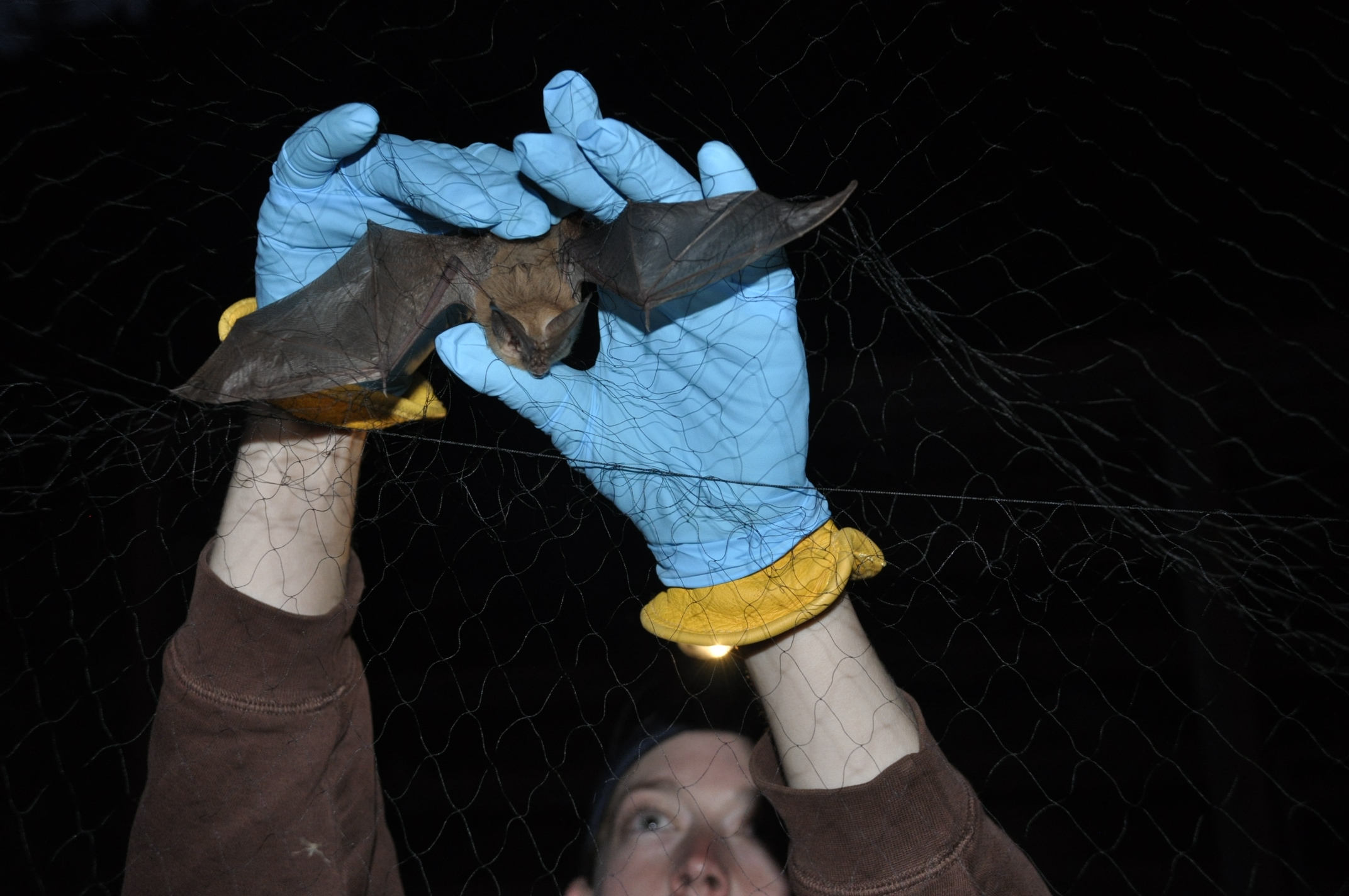
Dégagement d'un Oreillard de Townsend
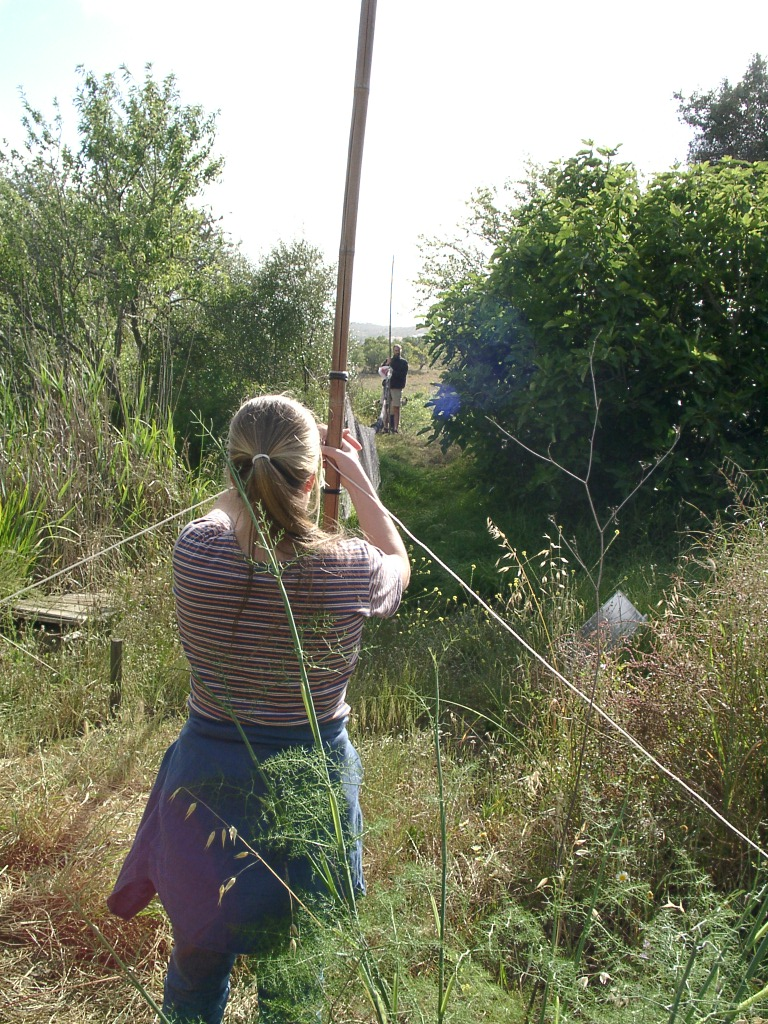
Installation d'un filet